# The Way It Is
The Way It Is é o álbum de estreia da cantora R&B Keyshia Cole, lançado em 2005. Conquistou a certificação de platina nos Estados Unidos.

## Faixas
1. (I Just Want It) To Be Over
2. Changed My Mind
3. Love, I Thought You Had My Back
4. I Should Have Cheated
5. Guess What? (Featuring Jadakiss)
6. Love
7. You've Changed
8. We Could Be
9. Situations (Featuring Chink Santana)
10. Down And Dirty
11. Superstar (Featuring Metro City)
12. Never (Featuring Eve)

## Singles
- Never (Featuring Eve)
- I Changed My Mind
- (I Just Want It) To Be Over
- I Should Have Cheated
- Love